# Ило (аэропорт)
Аэопорт Ило (исп. Aeropuerto de Ilo) — аэропорт, расположенный в южной части Перу, в регионе Мокегуа, в восьми километрах от центра города Ило.

## История
Аэропорт начал свою работу в 1984 году.
В октябре-декабре 2018 года были отремонтированы помещения аэропорта и взлётно-посадочная полоса, пожарная служба получила новые машины.
Весной 2019 года президент Перу Мартин Вискарра сказал, что со временем аэропорт Ило сможет стать международным. Для этого правительство будет инвестировать в его развитие.
В ноябре 2019 года Мартин Вискарра, сообщил, что исследования необходимые для расширения аэропорта Ило будут проведены до июля 2021 года.

## Характеристики
В аэропорту расположен одноэтажный пассажирский терминал площадью 898 м².
Аэропорт способен принимать самолёты Boeing 737-200 и другие классом ниже.
PCN взлётно-посадочной полосы 49/F/X/B/T.

## Авиакомпании и пункты назначения
В начале 2019 года планировался запуск рейсов по маршруту Ило—Арекипа—Лима авиакомпанией Peruvian Airlines.
В апреле 2019 года авиакомпания LATAM запустила прямой рейс до столицы Перу.

## Статистика
|                  | 2015  | 2016  | 2017 | 2018 | 2019   |
| ---------------- | ----- | ----- | ---- | ---- | ------ |
| Пассажиропоток   | 222   | 604   | 3594 | 100  | 32 622 |
| Грузопоток, тонн | 0,155 | 0,005 | 0    | 0    | 0      |
| Самолётовылеты   | 1777  | 3157  | 1343 | 928  | 2274   |